# 卡普斯 (密蘇里州)
卡普斯（英語：Capps）是位於美國密蘇里州米勒縣的非建制地區。

## 歷史
卡普斯的郵局於1892年設立，其後於1911年停運。

## 地理
卡普斯所處的海拔為高於海平面175米（即574英呎），而該地所採用的時區為UTC-6，即北美中部時區（CST）。同時該地設有夏令時間，為UTC-6調快一小時，即UTC-5（CDT）。